# Strażów
Strażów – wieś w Polsce położona w województwie podkarpackim, w powiecie rzeszowskim, w gminie Krasne.
Miejscowość jest siedzibą parafii Matki Bożej Królowej Polski, należącej do dekanatu Rzeszów Wschód, diecezji rzeszowskiej.
W latach 1975–1998 miejscowość administracyjnie należała do województwa rzeszowskiego.

## Infrastruktura
| SIMC    | Nazwa    | Rodzaj    |
| ------- | -------- | --------- |
| 0652932 | Granica  | część wsi |
| 0652949 | Olszyny  | część wsi |
| 0652955 | Zagumnie | część wsi |

Na północ od wsi przebiega linia kolejowa nr 91 Kraków – Medyka ze stacją Strażów. 
7 września 1979 na stacji doszło do katastrofy kolejowej.

Na końcu wioski znajduje się folwark, w centrum tzw. kawiarnia, mleczarnia będące budynkami żydowskimi. W południowej części wioski znajduje się bażantarnia wzniesiona przez Potockich.
W wiosce znajduje się pomnik „Grunwald” wzniesiony w 1910 z okazji 500. rocznicy bitwy pod Grunwaldem.
W miejscowości charakterystyczne są nazwiska Głuchoniemców Wisz (Weiss), Szajnar, Wojnar, Kluz (Klose), Weber, Szubart, Balawender, Bar, Rajzer, Rejman, Welc, Pelc, i podobne.

## Historia Strażowa
Pierwsze wzmianki o Strażowie pochodzą z dokumentów z 1390, ale wieś powstała na pewno wcześniej. Została ona założona na szlaku handlowym prowadzącym na wschód. Prawdopodobnie w celu ochrony tego szlaku wybudowano tu strażnicę, od której wieś zawdzięcza nazwę.
Strażów należał początkowo do dóbr Rzeszowskich, ale w późniejszym czasie stał się dobrami Łańcuckimi należącymi do Potockich.

## Urodzeni w Strażowie
- Józef Jachowicz  – polski polityk ludowy, poseł do austriackiej Rady Państwa, na Sejm Ustawodawczy i senator II RP[6].